# Thymistida
Thymistida és un gènere de papallones nocturnes de la subfamília Drepaninae.

## Taxonomia
- Thymistida nigritincta Warren, 1923
- Thymistida tripunctata Walker, 1865
- Thymistida undilineata Warren, 1923}